# سفينة حربية (فلم)
السفينة الحربية هو فيلم أمريكي من صنف الخيال العلمي العسكري صدر سنة 2012، مقتبس عن لعبة فيديو بنفس الإسم، الفيلم من إخراج بيتر بيرغ وتوزيع يونيفرسل ستوديوز. أبطال الفيلم هم: تايلور كيتش، ألكسندر سكارسجارد، ريانا، بروكلين ديكر، ليام نيسون وتادانوبو أسانو. تدور أحداث الفيلم عن معركة بحرية بين كائنات فضائية وقوات البحرية الأمريكية.
كان من المقرر صدور الفيلم في 2011، ولكن تم إعادة جدولته إلى أبريل 11، 2012، في المملكة المتحدة ومايو 18، 2012، في الولايات المتحدة. كان العرض الأول للفيلم في طوكيو، اليابان في أبريل 3، 2012.

## حبكة الرواية
تكتشف ناسا كوكبا خارج المجموعة الشمسية، يدعى كوكب-جي، مع ظروف مماثلة إلى الأرض وينقل إشارة قوية من مجموعة الاتصالات في هاواي. وفي الوقت نفسه يتم القبض على اليكس هوبر أثناء محاولته لتأثير إعجاب سامانثا شين، ابنة القائد الأدميرال تيرنس شين للأسطول المحيط الهادئ في الولايات المتحدة. ستون هوبر، شقيقه الأكبر وقائد تحت تيرنس، غضب غضبا شديدا بسبب دافع اليكس وأجبر اليكس للانضمام إليه في القوات البحرية للولايات المتحدة. بحلول عام 2012، أصبح اليكس ملازم على متن المدمرة ارليه بيرك فئة يو اس اس جون بول. اليكس في علاقة مع سامانثا وهو في خطر من إعفائه من القوات البحرية بسبب مشاكله. سفينتهم، جنبا إلى جنب مع الآخرين من جميع أنحاء العالم، يشاركون في المناورات البحرية على المحيط الهادئ في هاواي.
خلال التدريبات، خمس مركبات فضائية غريبة تصل ردا على إشارة وكالة ناسا. تتعطل سفينة الفضائيين في هونغ كونغ، بينما أربع منهم هبطوا في الماء قرب هاواي. سامبسون، جون بول جونز وقوة الدفاع الذاتي البحرية اليابانية في المدمرة فئة كونغو مياكو كانو يتحققون من هذه السفن، ولكنهم لم يتمكنوا لأن عندما حاصرتهم عندما سفينة الأم بنصب برج الذي يخلق حقل القوة حول جزر هاواي. بعد أن تم إطلاق النار، دمر الفضائيين سامبسون ومياكو، وألقوا الضرر لجون بول جونز، وتم القضاء على الضباط والقيادة التنفيذية. اليكس يأخذ القيادة لأنه أبرز ضابط غادر على متن السفينة، في حين علم أيضا أن ستون قتل على متن سامبسون. الناجين من مياكو، بما في ذلك الكابتن ناجاتا، الذي كان يتنافس مع اليكس.
وفي الوقت نفسه سيطروا الفضائيين على منطقة الاتصالات في جزيرة أواهو، هاواي. بالقرب من سامانثا، أخصائية في العلاج الطبيعي، كانت ترافق المخضرم المتقاعد في الجيش ميك كاناليس والذي كان رجليه مبتورتان في نزهة على الأقدام لمساعدته على التكيف مع ساقيه الاصطناعية. يلتقيان بالعالم كال زاباتا، الذي كان يهرب منهم. كال يقوم بإبلاغهم بأن الفضائيين من المحتمل يخططون لإرسال ترتد إشارة إلى كوكبهم من خلال مشروع ناسا للمنارة الفضائية، ولكن لن يكون القمر الصناعي في النطاق إلا لمدة خمس ساعات. ثم يوافق زاباتا إلى استرداد الراديو الذي يسمح لسامانثا وميك للاتصال بجون بول جونز ليتابعون أخبارهم هذه المعلومات.
مرة أخرى على جون بول جونز، الطاقم بدأ يواجه صعوبة لأن الحقل القوة الغريبة قامت بتعطيل وظائف الرادار. ناجاتا يقترح باستخدام العوامات للتحذير من تسونامي حول هاواي لتعقب الفضائيين، وكما في سفينتهم تراقب الوطنية للمحيطات والغلاف الجوي الإدارية العوامة التكنولوجيا لزيادة الدفع في سفن الفضائيين بإنشاء كاشف لحركة الأمواج. ليرصدوا تحركاتهم. خلال معركة الليل، تبادل الفضائيين والبشر طلقات الرصاص بطريقة تذكرنا اللعبة «سفينة حربية». جون بول جونز يغرق سفينتين فضائيتين ولكنه لا يقدر أن يضرب الثالثة. علم اليكس من زميله في الطاقم جيمي اورد بأن الفضايين لديهم حساسية من أشعة الشمس بعد أن ألقوا القبض على واحد منهم، قرروا بأن يستدرجوا السفينة الثالثة على مقربة من الشاطئ، حيث اليكس وناجاتا قاموا بأطلاق النار عليهم قبل شروق الشمس. في المعركة التي تلت ذلك، يتم تدمير كل السفن.
خوفا من الفضائيين بأن يتصلون على آخرين ليأتي أسطول أكبر، كان اليكس بحاجة إلى تدمير سفينة الأم والبرج. ولكن منذ أن تم تدمير سفينته يضطر للعودة إلى الناجين والحصول على قاعدة السفينة البحرية المتبقية، يو اس اس ميسوري. على الرغم من الاستغناء عن السفينة وتحويلها إلى متحف السفن، تمكنوا على إعادة تفعيلها مع المعونة من قدامى المحاربين المتقاعدين الحفاظ عليها. تمكنت السفينة الحربية من الإفلات من نيران أسلحة الفضائيين بواسطة خداع الفضائيين عن كشف وتهديد نظامهم، الذي يشترك مع سفينة الأم مع المدافع الرئيسية القوية وتدمر مجال القوة التي تحفظهم. استخدم اليكس آخر قذيفة لتدمير مجموعة الاتصالات في الجزيرة، وترك السفينة من دون دفاع. ومع ذلك، قوة الحاجز تعطلت، بحرية الولايات المتحدة والقوات الجوية الملكية الأسترالية أرسلوا مقاتلين جويين من حافة الممارسة بالمحيط الهادئ للقضاء على آخر سفينة للفضائيين. عقد حفل تكريم لأفراد البحرية واليكس سأل الأدميرال تيرنس يد ابنته للزواج. رفض في البداية ولكن الأدميرال دعى اليكس إلى الغداء لمناقشة هذه المسألة. مشهد ما بعد الاعتمادات في اسكتلندا يظهر ثلاثة أطفال خارجين من المدرسة وعامل يلوذون بالفرار وهم في حالة رعب بسبب ظهور يد فضائي من بعد أن كسروا نافذة مركبته.

## طاقم التمثيل
- تايلور كيتش بدور الملازم اليكس هوبر، وهو ضابط أمريكي للأسلحة الغير المنضبطة البحرية المخصصة لجونز يو اس اس جون بول.
- ليام نيسون بدور الأدميرال تيرنس شين، قائد أسطول الولايات المتحدة في المحيط الهادئ، والد سامانثا شين.
- ألكسندر سكارسجارد بدور قائد ستون هوبر، شقيق اليكس الأكبر، قائد سامبسون يو اس اس.
- ريانا بدور رفيق المدفعية المرتبة الثانية (GM2) كورا رايكس، زميله في الطاقم ومتخصصة في الأسلحة على جون بول جونز يو اس اس.
- بروكلين ديكر بدور سامانثا «سام» شين، أخصائية العلاج الطبيعي وصديقته اليكس هوبر.
- تادانوبو أسانو بدور الكابتن ناجاتا، قوة الدفاع الذاتي البحرية اليابانية، قائد سفينة جي دي اس مياكو.
- هاميش لينكليتر بدور زاباتا كال، عالم يعمل في جزيرة أواهو، هاواي.
- جيسي بليمونز بدور جيمي «اوردي» اورد، غير معين بحار على جون بول جونز يو اس اس.
- جون توي بدور منصب رئيس والتر «بيست» لينش، رفيق طاقم جون بول جونز يو اس اس.
- غريغوري دي. جادسون بدور الملازم كولونيل ميك كاناليس، محارب سابق في الجيش ورجليه مبتورتان.
- آدم غودلي بدور نوجرادي، عالم المنارة بيكون.
- بيتر ماكنيكول بدور أمين الدفاع الولايات المتحدة.

## الإنتاج
كان من المقرر تصوير الفيلم في غولد كوست أستراليا في عام 2010، ولكن الشركة غيرت مكان الإنتاج بسبب عدم وجود حوافز ضريبية للحكومة الأسترالية وميزانية عالية تقدر بـ 209 ملايين دولار. بدأ التصوير في الولايات المتحدة في جزر هاواي ماوي وأواهو، وكذلك في شيرمان أوكس، كاليفورنيا للقيام بعض المشاهد القليلة في شقة وفي بلايا ديل ري، كاليفورنيا حيث صورت مشهد القيادة جنبا إلى جنب مع تبادل لإطلاق النار. وتم تصوير بعض المشاهد أيضا في باتون روج، لويزيانا.

## الموسيقى التصويرية
بسبب نجاحه مع المتحولون، وقد تم اختيار الملحن ستيف جابلونسكاي ليسجل الموسيقى المصورة الرسمية. الموسيقى التصويرية تضم تراكيب أصلية من جابلونسكاي وميزات الروك لعازف الجيتار توم موريلو.

## الإصدار
العرض الأول للفيلم كان في طوكيو في أبريل 3، 2012. حضر هذا الحدث المخرج بيتر بيرغ، الممثل تايلور كيتش، بروكلين ديكر، ألكسندر سكارسجارد، ليام نيسون وريانا. في وقت لاحق بدأت جولة الصحافة قاموا بزيارة مدريد، لندن وقرطاجنة دي اندياس لترويج الفيلم.

### شباك التذاكر
كان نجاح شباك تذاكر الفيلم أفضل في الأسواق الخارجية مقارنة بالولايات المتحدة حيث كان إجمال الفيلم معتدل. حصل الفيلم 65,233,400 دولار أمريكي في أمريكا الشمالية و237,602,860 دولار أمريكي في البلدان أخرى، مجموعه 302,836,260 دولار أمريكي في جميع أنحاء العالم.

### استقبال النقاد
تلقى الفيلم آراء سلبية من النقاد. اعتبارا من مايو 19، 2012، أعطت ميتاكريتيك الفيلم على متوسط درجة من 41 من أصل 100 اعتمادا على 39 مراجعة، بينما الطماطم الفاسدة اعطى الفيلم «فاسد» نقاط من 33% استنادا على 195 ملاحظة، وتقارير التقييم معدل 3 من أصل 10.

### هوم ميديا
صدر السفينة الحربية على دي في دي وقرص بلوراي في أغسطس 20، 2012 في المملكة المتحدة، وفي أغسطس 28 في الولايات المتحدة وكندا.

## لعبة فيديو
صدرت لعبة فيديو استنادا على الفيلم، بعنوان السفينة الحربية: لعبة الفيديو، في مايو 15، 2012 ليتزامن مع صدور الفيلم في العالم. تم نشر اللعبة من خلال أكتيفجن وضعتها ألعاب هيليكس المزدوجة للـبلاي ستيشن 3، وي، وإكس بوكس 360 وضعتها ماجيك بوكيت لنينتندو 3دي إس ولنينتندو دي إس.

## وصلات خارجية
- الموقع الرسمي
- سفينة حربية على موقع IMDb (الإنجليزية)
- سفينة حربية على موقع ميتاكريتيك (الإنجليزية)
- سفينة حربية على موقع روتن توميتوز (الإنجليزية)
- سفينة حربية على موقع نتفليكس (الإنجليزية)
- سفينة حربية على موقع قاعدة بيانات الأفلام العربية
- سفينة حربية على موقع ألو سيني (الفرنسية)
- سفينة حربية على موقع Turner Classic Movies (الإنجليزية)
- سفينة حربية على موقع أول موفي (الإنجليزية)
- سفينة حربية على موقع بوكس أوفيس موجو (الإنجليزية)
- سفينة حربية على موقع فيلمافينيتي (الإسبانية)